# 南レイテ州

南レイテ州

南レイテ州（みなみレイテしゅう、Province of Southern Leyte）は、フィリピン中部東ビサヤ地方（Eastern Visayas, Region VIII）に属している州である。
州都はマーシン（Maasin）。面積は1,734.8km2、人口は421,750人（2015年）。

## 地理
レイテ島の南部の4分の1を占める。北は同じレイテ島のレイテ州、南はスリガオ海峡を挟んでミンダナオ島・カラガ地方の北スリガオ州、西はカニガオ海峡を挟んで中部ビサヤ地方のボホール州と隣接している。
州の南には二つの離島がある。東側のパナオン島（Panaon）は南北30kmの長さの島で、港町リロアンをはじめ4つの町がある。

## 歴史
州の西南にある離島リマサワ島（Limasawa）は人口5,100人余りのリマサワ町一つがある小さな島で、1521年に香料諸島を求め航海中だったフェルディナンド・マゼラン一行によってフィリピンで最初のミサが行われた場所と考えられている。
かつてはレイテ州の一部だったが、州都タクロバンから島全体を管轄することが難しかったため州を二つに分ける提案がなされた。フィリピン国会で1959年に南レイテ州の創設を決める法案（Republic Act 2227）が通過し、1960年に州が発足した。

### 2003年サンフランシスコ町土砂災害

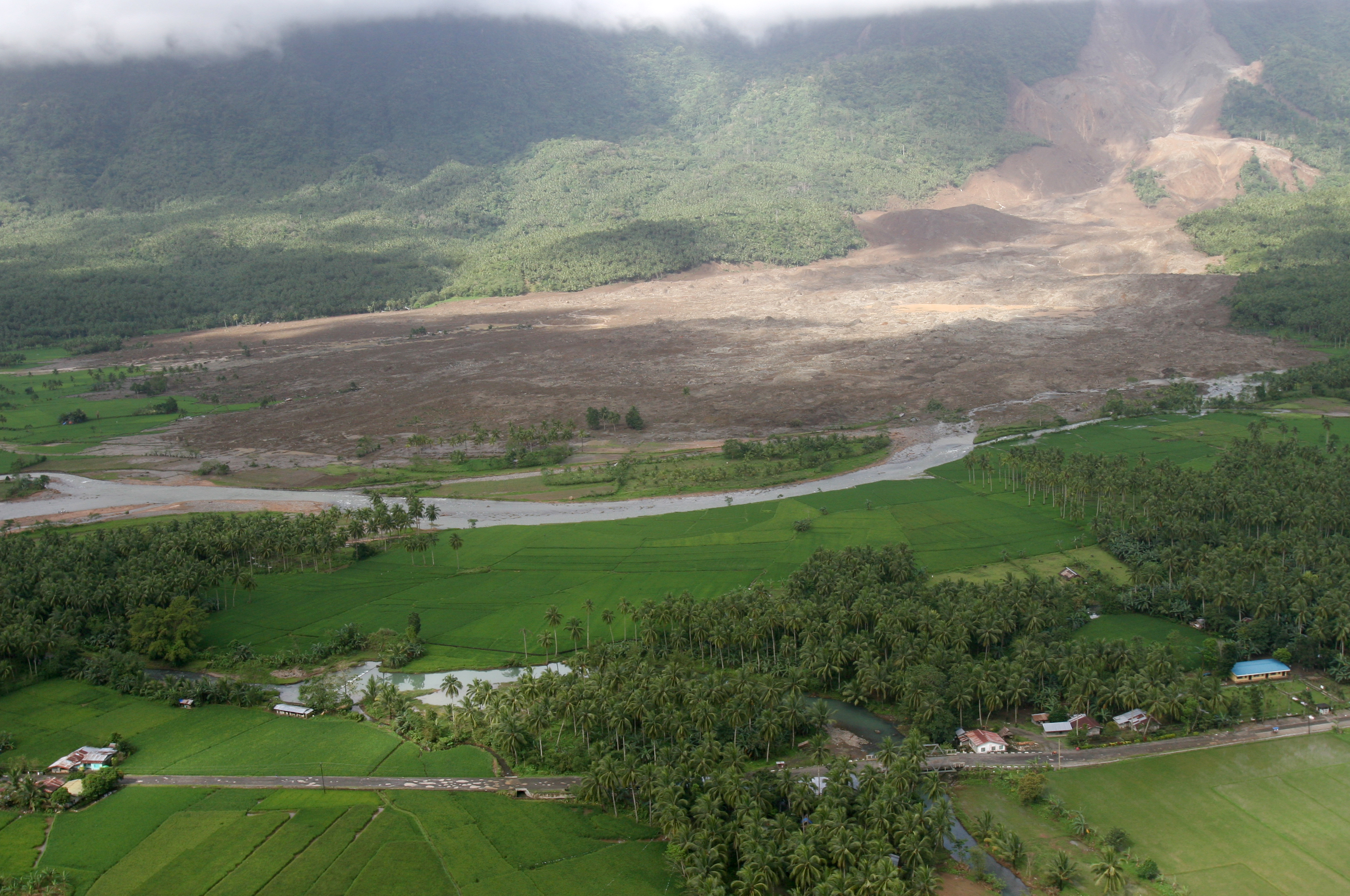
2006年2月の土砂災害現場、一つの集落が飲み込まれた

レイテ島は台風が多く、南レイテ州では大雨と乱伐などにより土砂災害も起きている。2003年12月にはサンフランシスコ町で地滑りが起き、町の中心が破壊され200人が死亡した。

### 2006年セントバーナード町土砂災害
2006年2月17日には10日間降り続いた大雨と折からの地震（マグニチュード2.6）によって東部のセントバーナード町で地滑りが起きギンサウゴンの集落（バランガイ）や学校などを押しつぶし、50人が死亡、950人以上が行方不明となった。貧弱な道路と重機の不足で救助隊の活動は困難を極めた。

## 行政区分
州の自治体は18の町と1つの市（マーシン市）からなる。

## 住民

### 言語
州民の母語はビサヤ諸島一帯で広く使われるセブアノ語である。ビサヤ諸島東部の言葉ワライ語、および英語とタガログ語も広く通用する。

## 交通

### フェリー
南レイテ州はフィリピン国内の島々を結ぶ海上交通網の重要な結節点である。島南部のリロアン（Liloan）にあるフェリー港からは海を挟んだミンダナオ島北スリガオ州のスリガオへ出る人や物資が行き来する。